# Arnulf Liebing
Arnulf Liebing (* 3. Juni 1927 in Leipzig; † 12. November 2009 in Würzburg) war ein deutscher Antiquar, Autor und Programmierer.

## Leben
Nach Kriegsdienst und Gefangenschaft machte er ab 1946 eine Ausbildung zum Antiquar in Leipzig und Berlin. Später wurde er geschäftsführender Gesellschafter der Firma „Journalfranz“ Arnulf Liebing GmbH (später Liebing GmbH) in Würzburg, einer weltweit tätigen Antiquariats-Firma, die 1923 unter der Bezeichnung L. Franz & Co. in Leipzig als Spezialantiquariat für Zeitschriftenrückergänzung in wissenschaftlichen Bibliotheken gegründet worden war. In Würzburg pflegte die Firma neben dem Zeitschriftenantiquariat das Gebiet „Geschichte der Wissenschaften“ besonders und gab Reprints vergriffener Werke heraus. Gleichzeitig war Liebing geschäftsführender Gesellschafter des Physica-Verlags.

## Werk
Liebing verfasste mehrere Fachaufsätze im Börsenblatt für den Deutschen Buchhandel über betriebswirtschaftliche Probleme des Antiquariats und des Buchhandels. Seit 1979 beschäftigte er sich außerdem mit der Umsetzung von Arbeitsabläufen des Antiquariats in Computerprozeduren. Von 1985 an entwickelte Liebing ein DOS-basiertes PC-Programm für die Antiquariats-Lagerverwaltung, das zu einer umfassenden Antiquariatssoftware weiterentwickelt wurde. Ab 1988 wurde diese Software unter dem Namen PAL-Antiquariatsprogramm vertrieben. Daneben beschäftigte er sich mit dem Open-Source-Textsatzsystem TeX beziehungsweise LaTeX.
An der „Deutschen Buchhändlerschule“ des Börsenvereins des Deutschen Buchhandels unterrichtete er das Thema „Einführung in die Antiquariatskunde“ (95. – 100. Lehrgang).

## Publikationen
- Rechtsfragen beim Neudruck gemeinfreier wissenschaftlicher Werke. BBl. 1961 Aus dem Antiquariat S. 1089–1094 und BBl. 1962 Aus dem Antiquariat S. 219–220.
- Ist der Beruf des Antiquars erlernbar? BBl. 1963 Beilage Der Junge Buchhandel S. 80–81.
- Zur Frage der günstigsten Bestellmengen. BBl. 1970. S. 2070–2072.
- Deutsche Wirklichkeit oder die schäbigen Rabatte der wissenschaftlichen Verleger. BBl. 1973 S. 50–53.
- Noch einmal Ladenpreiskalkulation. BBl.1973, S. 2070–2071.
- (in Zusammenarbeit mit R. Bernard): Praxis der EDV-Einführung Würzburg – Wien, 1982 (= Betriebspraxis Bd. 3), ISBN 3-7908-0273-5
- Erstes Arbeiten mit TeX. Eine Einführung in LaTeX2ε. München, London etc. 1996, ISBN 3-8272-9521-1
- Serienbriefe mit LaTeX DTK[1] 1999 S. 35 – 38
- Handbuch für den Buch- und Grafiksammler. Würzburg, 2008, ISBN 978-3-8260-3751-1
- Abkürzungen: BBl. = Börsenblatt für den Deutschen Buchhandel, Frankfurter Ausgabe.